# مايك ريتشاردز (دراج)
مايك ريتشاردز (بالإنجليزية: Mike Richards) هو دراج نيوزيلندي، ولد في 1958 في أوكلاند في نيوزيلندا.

## وصلات خارجية
- مايك ريتشاردز على موقع أرشيف الدراجات (الإنجليزية)
- مايك ريتشاردز على موقع أوليمبيديا (الإنجليزية)
- مايك ريتشاردز على موقع اللجنة الأولمبية النيوزيلندية (الإنجليزية)